# Vịt siêu trứng
Vịt siêu trứng (hay còn gọi là vịt CV 2000 Layer) là giống vịt chuyên trứng của Vương Quốc Anh được nhập vào Việt Nam (Trung tâm Đại Xuyên) năm 1997 và 2001, chúng là giống vịt cho năng suất trứng rất cao. Vịt CV Layer 2000 đã được công nhận bổ sung là một giống vịt ngoại nhập được phép lưu hành, kinh doanh, sản xuất tại Việt Nam. Vịt thích ứng với các vùng sinh thái khác nhau và nhiều phương thức nuôi như nuôi nhốt, nuôi nhốt kết hợp nuôi thả, nuôi trên khô, nuôi có nước bơi lội, nuôi trên vườn cây, nuôi kết hợp Lúa-vịt; cá-vịt; cá-lúa-vịt.

## Đặc điểm
Vịt có ngoại hình đặc trưng của một giống vịt công nghiệp hướng trứng và khả năng sinh sản cao, năng suất trứng lớn, sớm thành thục.

### Ngoại hình
Vịt có màu lông đồng nhất, cả vịt mái và vịt trống có màu lông trắng tuyền, khi được 8 tuần tuổi trọng lượng khoảng 1,4 kg/con. Vịt có màu lông trắng, mỏ và chân màu vàng nhạt, vỏ trứng màu trắng và xanh. Khả năng phát triển bộ lông của vịt CV-2000 khá sớm và cũng nằm trong các giới hạn của các nhóm vịt chuyên trứng có sản lượng trứng cao hiện nay và có ảnh hưởng lớn đến tuổi đẻ quả trứng đầu tiên của giống vịt này.
Vịt CV-2000 mới nở lông tơ màu vàng ươm, đầu tròn, to vừa, mắt tinh nhanh. Khi trưởng thành thân hình thon dài, bụng gọn ngực sâu, rộng, toàn thân phủ lông trắng tuyền. Khoảng cách giữa 2 chân rộng, da chân màu vàng. Vịt con có màu lông vàng bông đặc trưng. Nhanh nhẹn, mỏ khép kín, chân bóng, đứng vững và đi lại bình thường, bụng thon, rốn kín. Khi nở ra con, vịt loại 1 đạt trung bình là 98%. Vịt mới nở khỏe mạnh, lông mướt, da chân mỏng bóng. 

### Sinh sản
Chúng thành thục lúc 22 tuần tuổi. Tuổi đẻ của vịt từ 140 - 150 ngày. Vịt bắt đầu đẻ trứng khi được 154 ngày tuổi, lúc đó khối lượng vịt đạt từ 1,8-2,0 kg/con, khối lượng khi vào đẻ: 1,8 – 2 kg. Sản lượng trứng 285-300 quả/mái/năm, Năng suất trứng: 280 -300 quả/mái/năm, trứng to, khối lượng 70-75gr/quả. Vịt CV 2000 Layer thích hợp nuôi nhốt kết hợp chăn thả, hai dòng đang được nuôi nhiều là CVL1, CVL4.
Trứng vịt sẽ nở sau 28 ngày được ấp. Tỷ lệ phôi: 90 - 97%, tỷ lệ ấp nở trên 80%. Tỷ lệ nuôi sống: 95 - 98%. Vịt CV2000 Layer là giống chuyên trứng nhưng khối lượng vịt cũng khá lớn. Khối lượng vịt CV2000 Layer lớn nhất ở cả hai giai đoạn 56 và 63 ngày tuổi đạt 1802-2100 g/con. Tỷ lệ móc hàm của vịt CV2000 Layer ở 56 ngày tuổi cao hơn vịt cỏ và vịt Khaki Campbell. Khả năng tận dụng thức ăn của vịt CV-2000 layer rất tốt.

## TạiViệt Nam
Vịt siêu trứng được nhập vào Việt Nam ngày 17 tháng 07 năm 1997 và được nuôi tại Trung tâm nghiên cứu vịt Đại Xuyên và Trung tâm Chuyển giao tiến bộ kỹ thuật chăn nuôi miền Nam (nuôi vịt tại trại Vigova). Vịt CV2000 Layer được nuôi theo quy trình của hãng Cherry Valley và có bổ sung cho phù hợp với điều kiện Việt Nam. Đầu năm 1999 Trung tâm Đại Xuyên nhập giống mới chuyên trứng CV-2000 và tiến hành nghiên cứu sự thích nghi của giống vịt này tại Bình Định, giống vịt CV-2000 bố, mẹ nuôi thích nghi ở trại vịt giống Diêu Trì và vịt thương phẩm nuôi thích nghi trong dân.
Thế hệ xuất phát D0 tỷ lệ nuôi sống đạt khá ca 4 tuần tuổi đạt 99,25%; 8 tuần tuổi đạt 98,78% - 99% và 1-22 tuần tuổi đạt 94,63 - 97,77%. Thế hệ 1 tương ứng là 100%, 98,97% và 97,61%.Nuôi ngoài sản xuất đạt bình quân tương ứng là: 98,15%, 98,9% và 95,84%.Khả năng sinh trưởng của CV2000 Layer Giai đoạn 5-8 tuần tuổi thế hệ D0 đạt 97,54 - 97,85% còn thế hệ D1 đều vượt mức chuẩn của hãng từ 4,78 - 6,14%. Giai đoạn 22 tuần tuổi thế hệ D0 đạt 91,5 - 99,05% còn thế hệ D1 đều vượt mức chuẩn của hãng từ 3,42 - 6,68%.
Ở thế hệ D1 tuổi đẻ của đàn vịt CV2000 Layer nuôi tại Trung tâm Đại Xuyên là 19 tuần tuổi sớm hơn 3 tuần, về khối lượng vượt 6,68% so với chuẩn. Đàn nuôi ngoài sản xuất có tuổi đẻ từ 19 đến 20 tuần tuổi, về khối lượng vào đẻ vượt 3,42 -6%. Nhìn chung đàn vịt CV2000 Layer lần đầu tiên nuôi ở Việt Nam, tất cả các chỉ tiêu so với hãng Cherry Valley đã đạt và vượt cho nên nó đã nhanh chóng chuyển giao vào được sản xuất.